# Weiberg
Weiberg ist eine Ortschaft der Stadt Büren im Kreis Paderborn, Nordrhein-Westfalen. Weiberg hat 655 Einwohner (Stand: 31. Dezember 2019) und liegt zwischen den Ortschaften Harth, Barkhausen, Hegensdorf und Keddinghausen.

## Geschichte
Weiberg wurde um 1500 nach der Zerstörung Heperns gegründet. 1712 wurde durch die Bürener Jesuiten im Ort eine Kapelle errichtet. Sie wurde drei Jahre später wieder abgebrochen, weil sie bei einer Feuersbrunst im gleichen Jahr stark beschädigt worden war. An der gleichen Stelle bauten die Jesuiten eine der Heiligen Agatha geweihte Bildsäule mit dem Bildnissen der Heiligen Agatha und des Heiligen Josefs.
1747 wurde der Grundstein für die Weiberger Pfarrkirche (St. Birgitta) gelegt, deren Fertigstellung am 26. September 1751 erfolgte. Der erste Pfarrer von Weiberg hieß Franz Godfried Caesmann, er übernahm die Pfarrei am 1. November 1752. Zu der Zeit war der Ort Weiberg dem Haus Büren und später den Jesuiten pacht- und dienstpflichtig. Die Gemeinde besaß weitgehende „Holzgerechtsame“, die 1877 abgelöst wurden. Ab dieser Zeit wurde Weiberg kein Deputatholz gewährt.
Während des Siebenjährigen Krieges zogen viele Heere von Hessen, Hannoveranern, Engländern, Schotten und Franzosen durch den Ort oder nahmen Quartier. Im Juni 1761 brach außerdem eine ansteckende Krankheit aus, der ein Sechstel der Weiberger Bevölkerung zum Opfer fiel. In der Zeit gehörte Weiberg und seine Nachbarorte Harth und Barkhausen gerichtlich zum Gogericht der Herrschaft Büren.
Weiberg gehörte bis zu den Napoleonischen Kriegen zur Herrschaft Büren im Hochstift Paderborn. Im Königreich Westphalen bildete der Ort von 1807 bis 1813 eine Gemeinde im Kanton Büren des Distrikts Paderborn im Departement der Fulda. 1816 kam die Gemeinde Weiberg zum neuen Kreis Büren, in dem sie bis 1895 zum Amt Büren und danach bis 1974 zum Amt Büren-Land gehörte.
Durch das Sauerland/Paderborn-Gesetz wurde Weiberg am 1. Januar 1975 in die Stadt Büren eingemeindet, die seitdem zum Kreis Paderborn gehört.

## Vereine
In Weiberg gibt es eine Freiwillige Feuerwehr, einen Heimatverein, einen Musikverein, einen Tennisverein, einen Schützenverein und den Fußballverein FC Weiberg.

## Verkehr
Durch den Ort führen die Kreisstraßen K 34 und K 35.

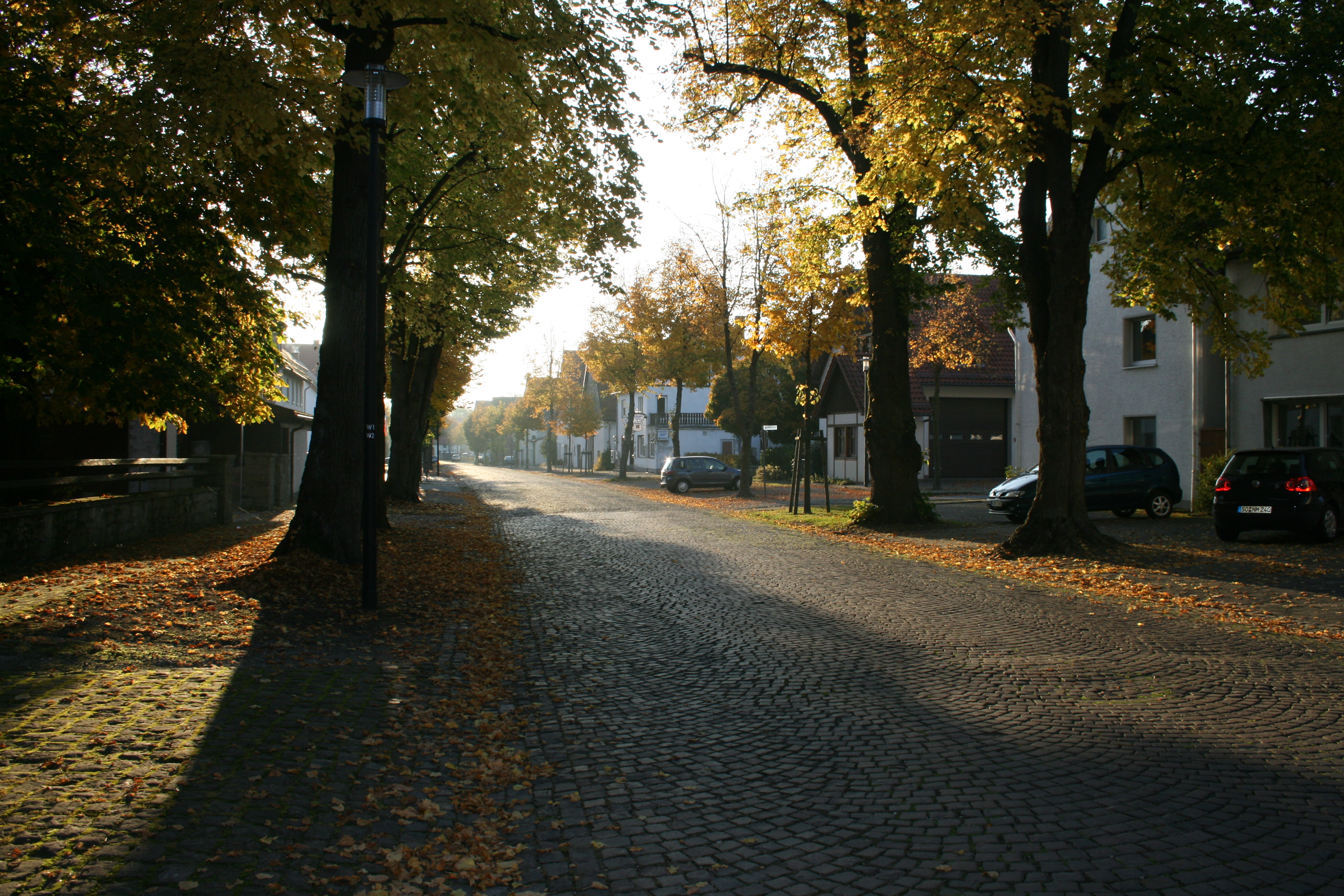
Hauptstraße Weiberg